# Festival Odwira
Le festival Odwira est célébré par les chefs et les peuples du district de Fanteakwa et d'Akuapim sud et nord dans la région orientale du Ghana. Le festival Odwira est célébré par les habitants d'Akropong-Akuapim, d'Aburi, de Larteh et de Mamfe. Ceci est célébré chaque année au mois de septembre et octobre. Le festival est initialement mis en place par Osei Tutu, le roi ashanti du début du XVIIIe siècle afin d'encourager l'unification des états autour de la confédération, puis de l'Empire ashanti. Le festival célèbre aujourd'hui une victoire historique contre les Ashanti en 1826. Ce fut la bataille de Katamansu près de Dodowa. Elle est célébrée pour la première fois en octobre 1826.
C'était sous le règne du 19ème Okuapimhene d' Akropong, Nana Addo Dankwa (I) de 1811 à 1835. Il est également célébré par les habitants de Jamestown à Accra. Cela est dû aux associations formées par les mariages mixtes des peuples Ga et Akuapem.
Habituellement, la programmation du festival se produit simultanément avec la saison des récoltes lorsqu'il y a de la nourriture exceptionnelle ; au cours de laquelle la gratitude est manifestée aux Ancêtres par le peuple. Étant une fête de l'igname, l'action de grâces pour la récolte exceptionnelle se manifeste principalement par le "don de nourriture aux ancêtres".